# Прокопий Чтец
Проко́пий Чтец (Мученик Прокопий Кесарийский (Палестинский), чтец; ум. 303, Кесария Палестинская) — христианский святой мученик.
Память в Православной церкви совершается 22 ноября/5 декабря.
Согласно житию, родился в Иерусалиме. Был поставлен чтецом в церкви Кесарийской, объяснял верующим Слово Божие, переводил Священное Писание на сирийский язык. При жизни исцелял одержимых духом беснования. По приказу наместника Палестины Флавиана был схвачен и, отказавшись принести жертву языческим богам и императорам, обезглавлен.
О мученичестве Прокопия так пишет Евсевий Кесарийский:

...в Палестине первым мучеником является Прокопий. Не испытав еще заключения в темницу, он предстал на суд проконсульский и, тотчас же, при первом своем появлении, выслушав приказание принести жертву так называемым богам, отвечал, что знает только одного, которому надобно приносить жертву, как Он сам того хочет. А когда ему повелевали сделать возлияние четырем царям, - он произнес следующие, не нравившиеся им слова поэта: Пусть будет один господин, единственный царь. и произнесши их, был обезглавлен.
— Евсевий Кесарийский, «Книга о палестинских мучениках». Глава I

## Церковь Прокопия Чтеца
Из Кесарии тело его было перевезено на родину, в Иерусалим, и похоронено в склепе на вершине горы Злого Совещания (сейчас это район Гиват Ханания или Абу Тор в Восточном Иерусалиме, ул. Аминадав угол ул. Ишай). Позднее, приблизительно 550—630 годах, над этим склепом в память о его мученичестве построили церковь, а склеп с захоронением стал криптой храма. Крипта и развалины трехнефной византийской церкви-базилики сохранились до наших дней, ее размеры были примерно 17 x 12 м, судя по сохранившимся остаткам стен. В крипте была обнаружена могила с греческой надписью «здесь погребен П[рокопий]».  Сейчас это территория монастыря святого Модеста в Иерусалиме, который относится к Иерусалимской православной церкви.

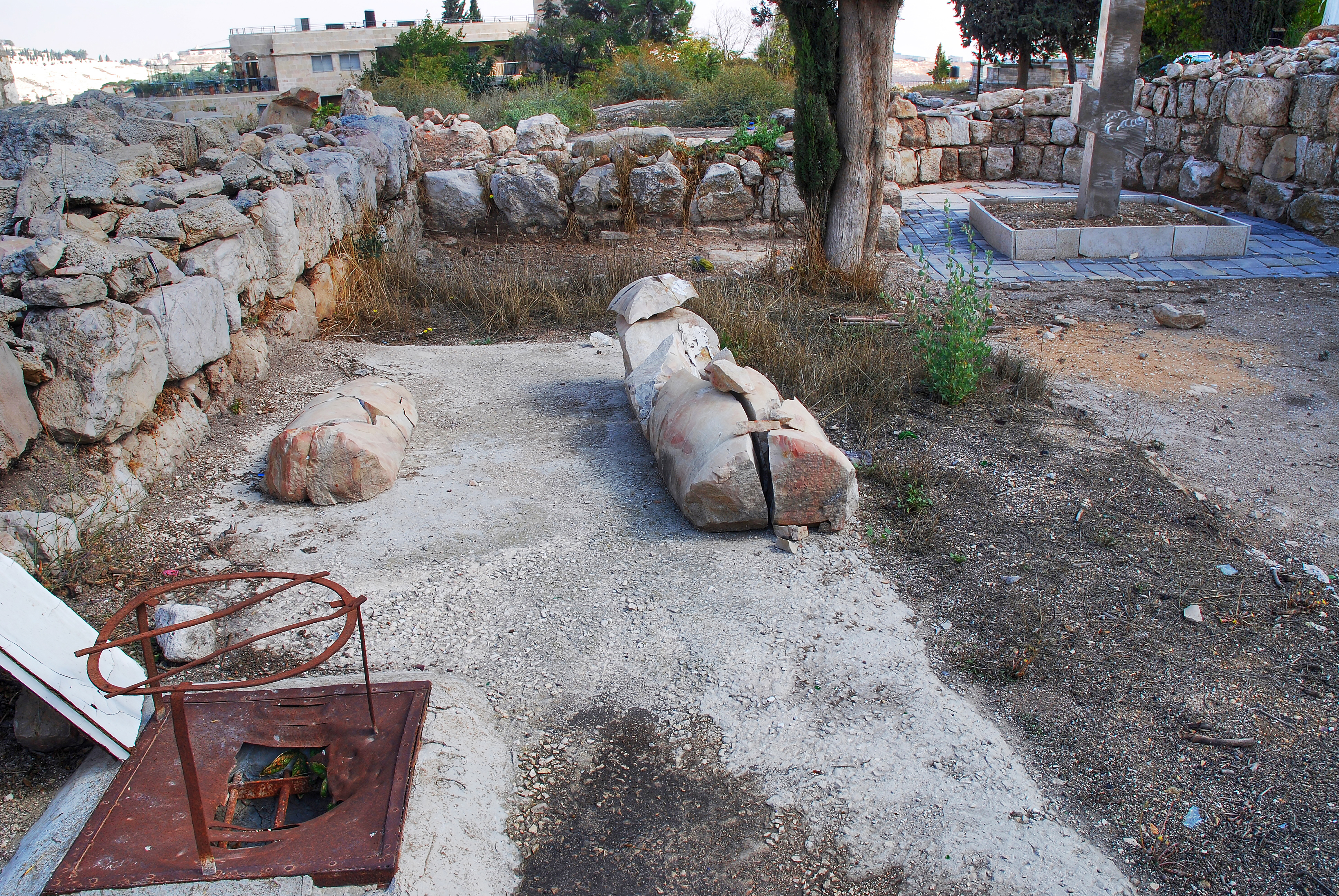
Развалины храма св. Прокопия Чтеца
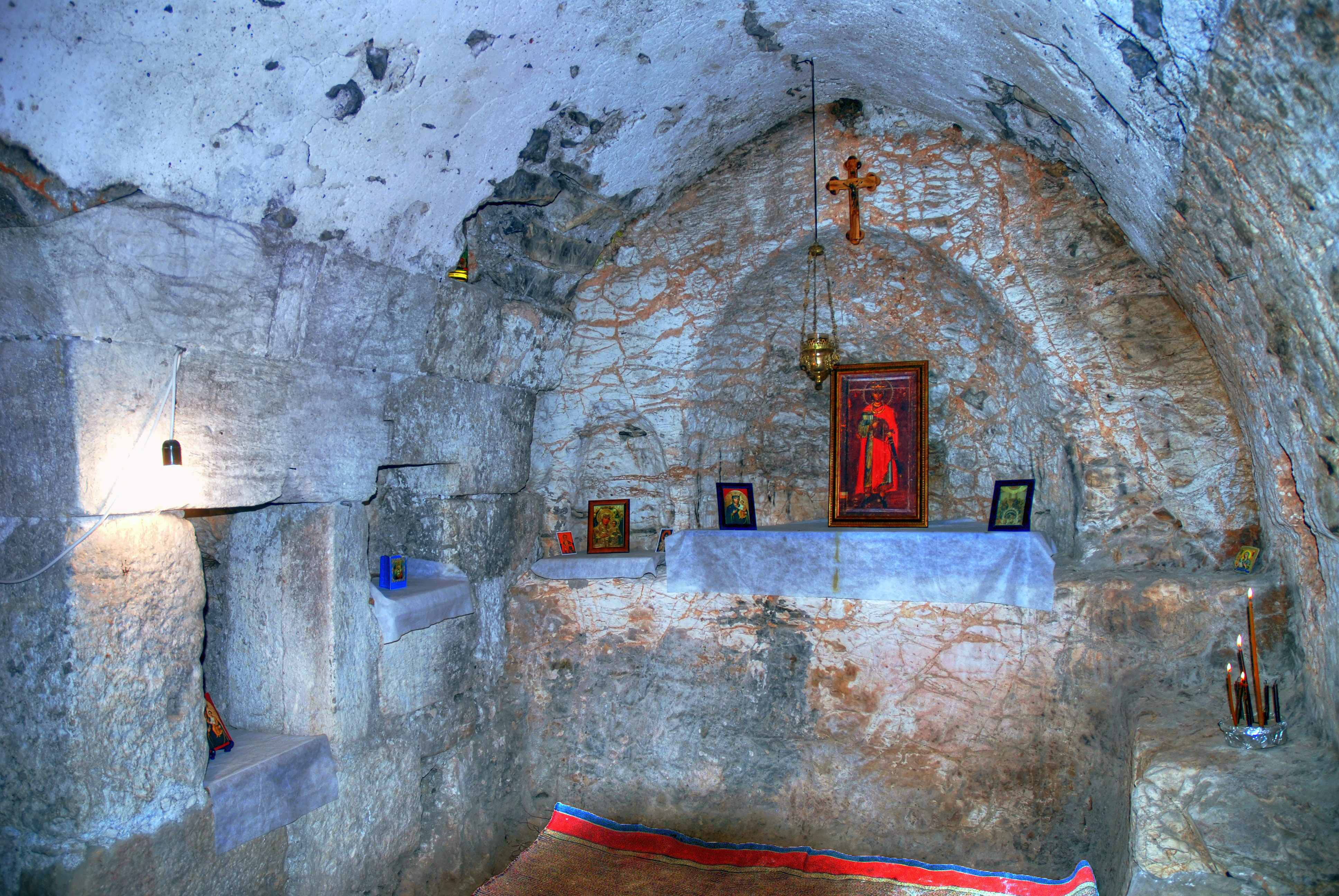
Часовня в крипте, наиболее вероятное место захоронения св. Прокопия Чтеца